# Pierre Karleskind
Pierre Karleskind, né le 19 octobre 1979 à Melun (Seine-et-Marne), est un océanographe et homme politique français, député européen de 2019 à 2024.

## Biographie
Pierre Karleskind est né le 19 octobre 1979 à Melun.
Diplômé de l'École polytechnique où il effectue son service militaire dans la Marine nationale,, il passe une partie de son cursus à l'ENSTA Paris. À cette occasion, il participe à une mission océanographique dans l'océan Indien à bord du navire de recherche R/V Melville pour étudier les micro-algues,. Par la suite, il prépare à l'Institut universitaire européen de la mer sa thèse de doctorat sur « les flux de carbone entre l'océan de surface et l'océan profond », qu'il soutient en 2008,, sous la co-direction de  Marina Lévy. 

## Parcours professionnel
Entre 2008 et 2014, il travaille chez Altran en tant que consultant « sciences et techniques de la mer »,.
Du 28 avril 2014 au 11 décembre 2017, il occupe la présidence du Technopôle Brest-Iroise,.
Il se porte candidat en 2018 à la direction de l’Ifremer quand le transfert du siège à Brest est confirmé, mais il n'obtient pas le poste.
Le 9 novembre 2018, il est nommé conseiller « affaires maritimes et littoral » auprès du président de l’Assemblée nationale, Richard Ferrand. Il quitte cette fonction lors de son entrée en campagne pour les élections européennes.
En octobre 2021, il reçoit le prix Personnalité maritime de l'année 2021 décerné par l'Académie de marine.

## Parcours politique
Libéré de son devoir de réserve à la fin de ses études de polytechnicien, il s’engage au Parti socialiste en 2005.
Il devient responsable de la section PS de Rive Droite à Brest en 2008 et s’engage sur la liste municipale de François Cuillandre. Il exerce les mandats de conseiller municipal et conseiller métropolitain à Brest, devient en 2010 conseiller régional de Bretagne, puis le plus jeune des Vice-présidents de la Région Bretagne en 2012.
En 2016, il rejoint En marche et collabore au programme présidentiel au sein du comité politique de la campagne d’Emmanuel Macron. Il est nommé référent du parti dans le Finistère pour organiser le mouvement sur le territoire,. Il est confirmé dans cette fonction en 2017. Élu député européen en mai 2019, il quitte ces fonctions mais conserve un ancrage local avec une permanence parlementaire à Brest et sa présence en dernière position de la liste « Marchons Pour Brest ! » menée par Marc Coatanéa.
Du fait du retrait du Royaume-Uni de l'Union européenne, il est élu le 19 février 2020 président de la commission pêche du Parlement européen, dont l'objet est l'un des points contentieux dans les négociations post Brexit.

### Conseiller municipal et métropolitain
En 2008, il est 43e sur la liste du maire sortant de Brest François Cuillandre (PS) qui brigue un deuxième mandat. Il devient conseiller municipal chargé de la politique sur le handicap et PDG de la Société d’économie mixte des Pompes funèbres des Communes associées (PFCA). C’est notamment dans le cadre de cette délégation qu’il participe à mettre en place un forum pour l’employabilité des personnes handicapées en 2010. L’initiative semble s’arrêter en 2014 et à Brest seul Handijob, un forum destiné à l’employabilité des lycéens, jeunes actifs et étudiants handicapés perdure à l’initiative de l’Université de Bretagne Occidentale.[réf. nécessaire]
En 2014, il est de nouveau sur la liste de François Cuillandre (PS) à la 19e place. À la suite de son élection, il devient vice-président de Brest Métropole, chargé de l’enseignement supérieur et de la recherche. Après qu'il a rejoint En marche en 2016, François Cuillandre lui retire la vice-présidence de Brest Métropole en novembre 2017. Il forme alors le groupe « Brest Métropole En Marche » avec Marc Coatanéa, avant de démissionner de ses fonctions de conseiller municipal et métropolitain à la suite des élections européennes de 2019.[réf. souhaitée]
Pour les élections municipales de 2020, il est candidat en dernière position sur la liste « Marchons Pour Brest ! » menée par Marc Coatanéa.

### Conseiller régional
En 2010, il est sur la liste socialiste de Jean-Yves Le Drian, en deuxième position de la section départementale du Finistère. À l'issue des résultats, il devient à 29 ans le plus jeune conseiller régional de Bretagne et est nommé délégué aux affaires européennes et président de la Commission des finances. En 2012 il est nommé vice-président délégué à l’Europe, à la mer et au littoral, fonction qu’il occupe jusqu’en 2016, après sa réélection.
En 2015, il est 11e de la section départementale du Finistère, toujours sur la liste conduite par Jean-Yves Le Drian.
En 2016, il est nommé vice-président à la mer et aux ports. Il démissionne à la suite de son élection comme député européen en mai 2019 sans être remplacé, les compétences maritimes étant donc prises en charge par le président de région.
Le 14 février 2020, il quitte le groupe socialiste lors de la création du groupe « La Bretagne en marche » qui reste au sein de la majorité régionale de gauche.
Il est désigné chef de file de la liste « Nous la Bretagne » menée par Thierry Burlot. Ne s'étant pas lui-même présenté en tant que candidat, il n'est plus conseiller régional de Bretagne à partir du 27 juin 2021.

### Député européen
En 2014, il est présent une première fois aux élections européennes sur la liste socialiste menée par Isabelle Thomas, en 16e position.
En 2019, il est 14e sur la liste menée par Nathalie Loiseau et il fait partie des 79 députés européens français élus le 26 mai 2019 pour la 9e législature du Parlement européen.
Après sa prise de fonction le 2 juillet, il est élu 1er vice-président de la Commission du marché intérieur et de la protection des consommateurs (IMCO), coordinateur pour le groupe « Renew Europe » de la Commission de la pêche (PECH) où il est titulaire, et suppléant dans la Commission du transport et du tourisme (TRAN).
À la suite du Brexit le 31 janvier 2020, il quitte la commission IMCO et devient président de la commission PECH le 19 février suivant. Du fait de cette fonction, il est amené à défendre la position du Parlement sur les sujets pêche auprès de Michel Barnier dans la négociation des futurs accords de pêches avec le Royaume-Uni. Il devient également membre en commission du contrôle budgétaire (CONT) et vice-président de l’intergroupe LGBTI en janvier 2022.
Le 10 mars 2021, Pierre Karleskind est à l’initiative d’une résolution proclamant l’Union européenne zone de liberté pour les personnes LGBT,. Cette résolution est une réponse à l’adoption de zones sans idéologie LGBT en Pologne et au recul des droits des personnes LGBT en Hongrie. Depuis janvier 2022, il est vice-président de l'Intergroupe LGBTI du Parlement européen.
En avril 2023, il initie et défend une résolution du Parlement européen appelant à la dépénalisation universelle de l'homosexualité, à la suite de l’adoption d’une loi par le Parlement ougandais condamnant à des peines de prison ou à la peine de mort les homosexuels du pays. La résolution est adoptée par 416 voix pour, 62 voix contre et 36 abstentions,,
Il s'oppose en mai 2022 à l'interdiction de la pêche au chalut de fond, accusé de ravager ces fonds, dans les aires marines protégées représentant 10 % des eaux européennes, et propose un amendement, adopté, pour que seules les aires strictement protégées, couvrant 1 % de ces eaux et déjà protégées, soient concernées par l'interdiction.
Rapporteur sur la prolongation des restrictions d’accès aux eaux de l’Union, il obtient d'être mandaté pour négocier dans le cadre d'un trilogue l'interdiction de la pêche à la senne démersale dans les eaux territoriales normandes et du Nord de la France, après un vote favorable à cette interdiction  au sein de la Commission Pêche du Parlement européen,. Après l'échec de ces négociations qu'il justifie par le caractère discriminatoire selon lui de l'interdiction et un vote défavorable du Ministre de la pêche Hervé Berville, plusieurs personnes et organisations de protection des océans lui reprochent de « dézinguer » l'amendement pourtant validé par les services juridiques du Parlement européen,.
En mai 2024, il est annoncé que Karleskind figure à la 30e place de la liste Besoin d'Europe menée par Valérie Hayer aux élections européennes, une position non éligible. La liste n'obtenant que treize sièges, le mandat de Karleskind prend fin le 15 juillet suivant.